# Maciej Mattik
Maciej Mattik (ur. 28 lipca 1986 w Grudziądzu) – polski wioślarz, zawodnik KW Wisła Grudziądz, a następnie AZS-AWF Gorzów Wlkp. Reprezentant Polski na Igrzyskach Olimpijskich w Pekinie (był zawodnikiem rezerwowym ósemki wioślarskiej).

## Osiągnięcia
- Mistrzostwa Świata U-23 – Glasgow 2007 – ósemka – 5. miejsce[2].
- Mistrzostwa Świata U-23 – Brandenburg 2008 – ósemka – 3. miejsce[2].
- Mistrzostwa Europy – Ateny 2008 – czwórka bez sternika – 5. miejsce[2].
- Mistrzostwa Europy – Montemor-o-Velho 2010 – dwójka bez sternika – 6. miejsce[2].